# أرتور كيفوركيان
أرتور جيفورجيان (مواليد 1 أبريل 1975) هو ملاكم أرميني، مثّل بلاده في الألعاب الأولمبية الصيفية في دورتي 1996 و2000.

## وصلات خارجية
أرتور جيفورجيان على موقع بوكس ريك (الإنجليزية) (registration required)
- أرتور جيفورجيان على موقع أوليمبيديا (الإنجليزية)